# 陶山章央
陶山章央（日语：陶山 章央，1968年7月8日—），日本男性配音員。出身於大阪府豐中市。身高163cm。O型血。

## 簡介
本名相同。Sigma Seven所屬。為人熟悉的代表配音作品是長壽動畫《櫻桃小丸子》主角櫻桃子的班上同學山根強、《丸少爺》主角丸少爺的父親。除了長壽動畫之外，有《超時空要塞7》的非吉卡·S·法爾克魯姆&加比爾、《超者萊汀》的鷹城電光、《爆走兄弟Let's & Go!!》的黑澤太&沈和旺、《幻影天使》的草摩潑春、《花漾明星KIRARIN》的風真宙人、《天元突破 紅蓮螺巖》的斯多曼都、《RIDEBACK》的河合堂太、《激戰！彈珠人》的月輪鋼一朗、《未來卡片 戰鬥夥伴》系列的龍騎士唐吉軻德；遊戲和改編動畫《櫻花大戰》系列主角大神一郎及《戰鬥陀螺 鋼鐵奇兵》系列的尼羅等。

### 經歷、特色
陶山從學生時期很投入觀賞動畫的生活，高中時期曾經參加動畫商品促銷與宣傳活動。經立志要當聲優的友人邀請參加勝田聲優學院忘年會時，跟後來一起在
《櫻花大戰》系列合作的橫山智佐認識，此時她解釋「陶山同學也是要當聲優的人啊」，讓聽了這句話的陶山萌生出要當上聲優為目標的決心。之後陶山經歷了勝田聲優學院、江崎Production（今Mausu Promotion）養成所，才從Sigma Seven的短期講習成為現在Sigma Seven所屬。
陶山本身聲音沙啞有磁性，根據本人表示自己擅長聲演孩子王、黑人及肥胖人士。由於自己是大阪府出身，所以像帶著關西方言的角色大多會請他擔任。直到27歲的時候在《超者萊汀》幫主角鷹城電光配音時第一次得到挑戰的機會，而且鷹城在這部動畫的設定跟陶山一樣都是講關西方言。並讓陶山強烈主張關西人適合聲演講關西方言的角色。
2010年播出的《歸來的侍戰隊真劍者 特別幕》第一次參加特攝影集為反派配音。至於陶山會參加特攝影集的配音是因為該影集的導演柴崎貴行說要找擁有獨特聲音的人，於是陶山所屬事務所的經紀人就將這份配音工作介紹給他。因此曾有傳出柴崎在聽了並深信陶山的聲音之後，就這樣直接由他為反派配音的逸事。不過在播出之後不僅是導演，這也讓陶山將他自己的演技凝聚出一個成果是成功塑造出是一隻擁有獨特個性的敵人怪物角色。
另外，陶山也是交換卡片遊戲《魔法風雲會》的愛好玩家，因此他曾在HobbyJAPAN發行的雜誌《Game Gather（日语：ゲームぎゃざ）》2000年8月號至10月號刊登的「陶山」單元中，與2位女性Cosplayer和勝田聲優學院在學中的2位女性聲優志願者一起擔任遊戲嚮導。而《櫻花大戰戲劇性卡片遊戲》的攻略指南也有在該雜誌刊登的同名單元中記載。

### 人物、逸事
陶山公開自己是電玩主機Xbox 360狂熱愛好者之一，其中他最喜歡的遊戲是《最後一戰3》。
曾公開自稱是早安家族前成員、過去曾和陶山2人一起共演的偶像藝人久住小春的粉絲，並且會將去過久住她的個人演唱會的事情發表在自己的Twitter上。
特長：雜技表演。因此能在《櫻花大戰》歌謠秀進行之前的休息時間表演雜技是他從前的夢想，所以在那之後有很多次機會進行表演。還有，以前跟陶山在動畫中共演的同行榎本溫子就曾經請他擔任指導。
2007年的舞台劇「櫻花大戰武道館Live ～帝都、巴黎、紐約～」進行公演時，陶山不慎從舞台前端奈落的階梯處踩空跌落。雖然奈落離地僅約2公尺，但是這場意外卻因此造成胸口挫傷。經歷過這一次舞台意外之後，《櫻花大戰》舞台製作團隊從《狼虎滅却· ～這裡是甲板通信局～》等等之後的相關活動一直加強注重如果一個疏失就有可能導致嚴重事故發生的安全性，以作為將來相關的話題來談論其細節。

## 演出作品
※粗體字表示說明飾演的主要角色。斜體字表示說明飾演至今的作品系列。

### 電視動畫
1990年
- 快樂的嚕嚕米一家

1994年
- 超變身俏妞（日语：超くせになりそう）（黨羽、黨羽2、攝影師、黨羽A）
- 超時空要塞7（非吉卡·S·法爾克魯姆[8]、加比爾）

1995年
- 櫻桃小丸子 (第2期)（山根同學〈山根強〉[9]、佐佐木同學）

1996年
- 超者萊汀（日语：超者ライディーン）（鷹城電光／萊汀老鷹）
- 爆走兄弟Let's & Go!!（黑澤太、電視上男子A、助手）

1997年
- 蠟筆小新（外來車車主）
- 少女革命（男學生B、少年A）
- 忍者亂太郎（海賊）
- BURN-UP EXCESS（管）
- 爆走兄弟Let's & Go!! WGP（黑澤太、沈和旺）
- 神奇寶貝（不良訓練家A）

1998年
- 頭文字D（正一）
- 丸少爺（丸少爺的父親、宅配員、計程車乘客、外國人、史密斯、雨空）
- 快傑蒸氣偵探團 TV ANIMATION SERIES（杜利亞）
- 時空轉抄納斯卡（潮上真理）
- 星方遊俠（日语：星方武侠アウトロースター）（囚犯）
- 性感指令外傳 好厲害啊!! 勝先生（日语：セクシーコマンドー外伝 すごいよ!!マサルさん）（石黑、魚柔道服）
- DT戰士（日语：DTエイトロン）（少年A、世界的人群）
- 爆走兄弟Let's & Go!! MAX（班加爾）

1999年
- 此時此刻的我（塔布爾）
- 虹之戰記伊莉絲（日语：虹の戦記イリス）
- 傀儡師左近（吉田保）
- 星界的纹章（前衛翔士）
- 名偵探柯南（井手敏行）

2000年
- 櫻花大戰 (TV動畫)（大神一郎[10]）
- 幽浮寶貝（用功宇宙人）
- 第一神拳（男學生、八戶拳鬥會練習生）
- 神奇寶貝（勇次）
- 女神候補生（山義·櫛田）

2001年
- 銀河天使（派爵克）
- 電腦冒險記（雙頭犬王）
- PaRappa the Rapper（日语：パラッパラッパー）（克勞勃、對方選手）
- 幻影天使（草摩潑春）
- 週刊故事樂園（日语：週刊ストーリーランド） 老婆婆系列（日语：謎の老婆）（青年A）
- 櫻桃小丸子 (第2期)（裁判）

2002年
- 幻影天使 (第2期)（派爵克、保安部隊隊員）
- 幻影天使 (第3期)（派爵克、犯人A、異星人的教師A、男A、士兵A、Mr.普 等）
- SAMURAI DEEPER KYO（十二神將·摩虎羅〈風魔小太郎〉）
- 爆鬥宣言大鋼彈（麥可）
- 決鬥大師（トウバン·ジャン）

2003年
- 宇宙學園Stellvia（約翰·瓊斯）
- WOLF'S RAIN（狼髭）
- 高機動幻想 ～嶄新之行軍歌～（日语：ガンパレード・マーチ 〜新たなる行軍歌〜）（瀧川陽平）
- 魁!! 天兵高校（北斗子分[11]、市場老爹B）
- 獸兵衛忍風帖 龍寶玉篇（ヤドリギ）
- 冒險遊記Pluster World（炎田[12]）

2004年
- 阿嘉莎·克莉絲蒂的名偵探白羅與瑪波（唐納）
- Wind -a breath of heart-（橘勤）
- SD鋼彈FORCE（普利歐、暴風之騎士拜葉特）
- 陰陽大戰記（青錫的七屋）
- 幻影天使 (第4期)（派爵克、白貓、男、牛、士兵A、男A）
- 混沌武士（和之介）
- Sweet Valerian（日语：スウィート・ヴァレリアン）（施壓團C）
- 舞-HiME（迫水開治）
- 名偵探柯南（大瀧的學弟）
- 妄想代理人（龜井正志）

2005年
- 機動新撰組 萌之劍TV（松方）
- 魔法少年賈修（古拉布）
- TSUBASA翼（空汰）
- BUZZER BEATER（朱利安）
- 舞-HiME（迫水開治）
- 洛克人EXE Stream（暴風雪人）

2006年
- 花漾明星KIRARIN（風真宙人〈初代〉）
- Code Geass反叛的魯路修（影崎絆）
- 新星輝決鬥大師Flash（紅騎知潮）
- 發條武士（日语：ぜんまいざむらい）（瓦、烏鴉 等）
- TSUBASA翼 (第2期)（空汰）
- 天保異聞 妖奇士（五郎太）
- .hack//Roots（日语：.hack//Roots）（伊塔）
- 名偵探柯南（真中大二郎）
- 夢使者（島根景樹）
- 聲優白皮書（攝影師）

2007年
- Yes！光之美少女5（加瑪歐）
- 天元突破 紅蓮螺巖（斯多曼都）
- BUZZER BEATER (第2期)（朱利安）
- Venus Versus Virus（賈伊）
- 神奇寶貝不可思議迷宮 時間探險隊·黑暗探險隊（日语：ポケモン不思議のダンジョン 時の探検隊・闇の探検隊#テレビアニメ）（地鼠）
- 魔人偵探腦嚙涅羅（三木榮吉）
- 遊☆戲☆王 怪獸之決鬥GX（鳥人）
- 悲慘世界 少女珂賽特（悲慘世界 少女珂賽特）
- 羅密歐×茱麗葉（ペトルーキオ）

2008年
- 紅（男1、學生A）
- 隱王（雹）
- 神奇寶貝鑽石&珍珠（ショウ）
- 名偵探柯南（患者、細井龍平）

2009年
- 閃電十一人（西垣守）
- 元素高手（湯姆·班森）
- 名偵探柯南（參加人士）
- RIDEBACK（河合堂太）

2010年
- HEROMAN（尼克）
- 名偵探柯南（垂水修一郎）
- 戰鬥陀螺 鋼鐵奇兵 爆（尼羅）
- 夢色蛋糕師SP Professional（強尼·馬克畢爾）

2011年
- 激戰！彈珠人（月輪鋼一朗[13]）
- 美食獵人（賽多爾）
- 爆丸3狩獵保衛者（ホッパー）
- 戰鬥陀螺 鋼鐵奇兵 4D（奈魯）
- 如果高校棒球女子經理讀了彼得·杜拉克（柏木次郎）

2012年
- 足球騎士（章魚男）
- 白熊咖啡廳（冠鷲）
- 超速變形螺旋傑特（羽根充紀〈充紀〉[14]）

2013年
- 義風堂堂!! 兼續和慶次（北條氏直[15]）
- 激戰！彈珠人eS（月輪ゴ鋼一朗）
- 進擊的巨人（胡戈）
- HUNTER×HUNTER (新版)（匕諾透）
- 問題兒童都來自異世界？（三毛貓〈大叔版〉）

2014年
- 英雄銀行（日语：ヒーローバンク）（前園物動）
- 未來卡片 戰鬥夥伴（龍騎士唐吉軻德、虎堂升的父親、山崎大衛）

2015年
- 丸少爺（暗黑鬼的手下）
- 未來卡片 戰鬥夥伴100（龍騎士唐吉軻德、虎堂升的父親、山崎大衛、暴餓王）
- 夜晚的小雙俠（二郎將軍[16]）
- 亂步奇譚 拉普拉斯的遊戲（綿貫）

2016年
- 丸少爺（社員、王子攤大叔）
- 怪盜Joker（狠毒紅蠍）
- 未來卡片 戰鬥夥伴DDD（光榮騎士唐吉軻德）

2017年
- élDLIVE宇宙警探（灘尚）
- 數碼暴龍宇宙 應用怪獸（繪圖獸）
- 未來卡片 戰鬥夥伴X（光榮騎士唐吉軻德）
- 我的英雄學院 (第2期)（印斯茅斯的部下）

2018年
- 我的英雄學院 (第3期)（小孩）
- 閃電十一人 戰神的天秤（西垣守）
- 深夜！天才妙老爹（日语：深夜!天才バカボン）（通行人）
- 神奇寶貝 太陽&月亮（總長）

2019年
- 傀儡馬戲團（布利蓋勒·卡布喬·達·瓦爾·布連巴那[17]）

2024年
- SHIBUYA♡HACHI（ミケ[18]）

2025年
- 全修。（QJ[19]）

### OVA
1996年
- 冷面天使（速水舟一）
- 寶魔獵人萊姆（日语：宝魔ハンターライム）（老師）

1997年
- 激鋼牙3（希克斯）

1998年
- 教科書沒教的事
- 橫濱購物紀行（高廣）

2000年
- 仙術超攻殼ORION（日语：仙術超攻殻ORION）（蘇薩諾）

2002年
- 櫻花大戰 神崎菫 引退紀念（日语：サクラ大戦 神崎すみれ 引退記念 す・み・れ）（大神一郎）

2003年
- 櫻花大戰 巴黎學院（日语：サクラ大戦 エコール・ド・巴里）（大神一郎）

2004年
- Wind -a breath of heart-（橘勤）
- 櫻花大戰 新巴黎（日语：サクラ大戦 ル・ヌーヴォー・巴里）（大神一郎）
- 飛越巔峰2（羅伊·亞亮）

2005年
- Prayers（ツクモ）

2006年
- 舞-乙HiME Zwei（迫水開治）

2008年
- 柳瀨嵩繪本劇場 

2010年
- 名偵探柯南 怪盜基德在陷阱之島（中森警部的部下）

2011年
- 裝甲騎兵 孤影再現（索爾提歐·巴特勒）

### 電影動畫
1995年
- 超時空要塞7：銀河在呼喚我！（加比爾）

1997年
- 爆走兄弟Let's & Go!! WGP：失控迷你賽車大追蹤！（沈和旺）

1998年
- 劇場版 神奇寶貝：超夢的逆襲（研究員）
- 藍色恐懼[20]

2001年
- 阿萊蒂公主（日语：アリーテ姫）（衛兵）
- 櫻花大戰 活動寫真（日语：サクラ大戦 活動写真）（大神一郎[21]）

2005年
- （信次）
- 甲蟲王者：邁向偉大的三冠王之路（ギラファノコギリクワガタ）

2006年
- 劇場版 動物之森（貝里歐）

2012年
- 劇場版 Smile 光之美少女！兒童圖畫書裡的世界都不協調！（金閣）

2015年
- 櫻桃小丸子：來自義大利的少年（山根同學〈山根強〉）
- 名偵探柯南：業火的向日葵（寺井黃之助〈回想〉[22]）

2018年
- 哆啦A夢：大雄的金銀島（何塞）
- 牛奶恐慌 twelve（迪克蒂）

2025年
- 怪盜皇后的優雅假期（クラサ[23]）

### 網路動畫
2007年
- 神奇寶貝不可思議的迷宮空之探險隊！（日语：ポケモン不思議のダンジョン 出動ポケモン救助隊ガンバルズ!）（布魯）

2008年
- （外星人）

2012年
- （金魚先生）

2016年
- 神奇寶貝世代（火村）

### 遊戲
1996年
- 櫻花大戰（大神一郎）

1998年
- EVE The Lost One（日语：EVE The Lost One）（江國雄二）
- 櫻花大戰2 ～願君平安～（大神一郎）
- 櫻花大戰 帝擊俱樂部（大神一郎）
- 超級洛克人大冒險（日语：スーパーアドベンチャーロックマン）（泡沫人 等）
- 貓犬協奏曲（沃夫魯·萊布雷多）

1999年
- 有朝一日到重疊的未來（日语：いつか、重なりあう未来へ）（相澤四郎）

2000年
- 大神一郎奮鬥記 ～來自櫻花大戰歌謠Show「紅蜥蜴」～（大神一郎）

2001年
- 櫻花大戰3 ～巴黎在燃燒嗎～（大神一郎）
- 最终幻想X（伊薩爾）

2002年
- 復活邪神：無限傳說（日语：アンリミテッド:サガ）（洛伊）
- Wind -a breath of heart-（橘勤）
- 櫻花大戰4 ～戀愛吧少女～（大神一郎）

2003年
- 頭文字D Special Stage（日语：頭文字D ARCADE STAGE）（塚本）
- 櫻花大戰 ～熾熱之血～（大神一郎）
- 最終幻想X-2（伊薩爾、特列瑪）

2004年
- 機動戰士鋼彈SEED 飛向永無止盡的明天（日语：機動戦士ガンダムSEED 終わらない明日へ）（地球聯合軍接線員）
- （北斗子分）
- Cherryblossom（澤村高耶）

2005年
- 魔法少年賈修 友情的電撃 Dream Tag Tournament（日语：金色のガッシュベル!! うなれ!友情の電撃 ドリームタッグトーナメント）（古拉布）
- 第3次超級機器人大戰α 終焉之銀河（非吉卡·S·法爾克魯姆、加比爾）
- FRONT MISSION5 Scars of the War（日语：FRONT MISSION5 Scars of the War）（5）
- 舞-HiME 命運的系統樹（迫水開治）

2007年
- 名偵探柯南 追憶的幻想（今泉直也）

2008年
- 宵星傳奇（ザギ）
- 交響曲傳奇 -拉塔特斯克的騎士-（戴克斯）
- 命運傳奇 導演剪輯版（喬布斯）
- 戲劇性迷宮 櫻花大戰 ～因為有你～（日语：ドラマチックダンジョン サクラ大戦 〜君あるがため〜）（大神一郎）
- 超時空要塞 邊疆王牌（日语：マクロスエースフロンティア）（加比爾）

2009年
- 櫻桃小丸子DS 小丸子的市鎮（山根同學〈山根強〉）
- 超時空要塞 終極邊疆（日语：マクロスアルティメットフロンティア）（加比爾）

2010年
- TAKUYO 小遊戲集 ～初次周年紀念～（澤村高耶）
- 戰鬥陀螺 鋼鐵奇兵 爆神須佐之男來襲！（尼羅）
- 戰鬥陀螺 鋼鐵奇兵 頂上決戰！大爆炸（尼羅）

2011年
- 閃電十一人 王牌前鋒（西垣守）
- 決勝時刻：現代戰爭3（Saber）
- 超時空要塞 三角邊疆（日语：マクロストライアングルフロンティア）（加比爾）

2012年
- PROJECT X ZONE（大神一郎[24]、哥布[25]）

2013年
- 超級機器人大戰UX（尼可拉斯·戴·卡羅）
- 超速變形螺旋傑特 阿爾巴洛斯之翼（日语：超速変形ジャイロゼッター アルバロスの翼）（羽根[26]）
- 時空幻境 交響曲傳奇 同音包（日语：テイルズ オブ シンフォニア ユニゾナントパック）（戴克斯）

2014年
- Dolly♪Kanon 變裝輪唱曲 秘密音樂活動!!（日语：ドーリィ♪カノン）（村崎P[27]）

2015年
- PROJECT X ZONE 2：BRAVE NEW WORLD（日语：PROJECT X ZONE 2:BRAVE NEW WORLD）（大神一郎[28]、[29]）

2016年
- 碧藍幻想（大神一郎[30]）
- 鎖鏈戰記 ～絆之新大陸～（大神一郎[31]）
- Mighty No. 9（三田博士[32]、三田誠二郎）

2018年
- 超級機器人大戰X-Ω（日语：スーパーロボット大戦X-Ω）（大神一郎）

2019年
- 哥德系魔法少女 ～快和我訂下契約！～（大神一郎[33]）

### 廣播劇CD
- SAMURAI DEEPER KYO 前往陰陽大人的門篇（十二神將·摩虎羅〈風魔小太郎〉）
  - 第一卷『惡魔之眼』
  - 第二卷『冰炎之侍』
  - 第三卷『天翔麒麟』
- 魁!! 天兵高校 特別篇（北斗的屬下）
- DEARS十二星座物語 Apollon Side（朗讀·巨蟹座）
- 超者萊汀（日语：超者ライディーン）系列（鷹城電光）
- 狂戀男子寮（日语：ミルククラウン (漫画)）（胡良）
- 橫濱購物紀行（高廣）

### 外語配音
※作品依英文名稱及英文原名排序。

#### 電影
- 史前一萬年 ※劇院公映版。
- 穿梭時空好小子（英语：Minutemen (film)）
- 小鬼大間諜3：遊戲結束（英语：Spy Kids 3-D: Game Over）（Arnold〈Ryan Pinkston 飾演〉）
- 潘恩：航向夢幻島（Murray[34]）

#### 電視影集
- 金剛戰士S.P.D.（Ethan James／Dino Thunder Blue Ranger）

#### 動畫
- 阿德日記（英语：Doug (TV series)）（Roger Klotz〈Billy West 配音〉）

### 特攝影集
2010年
- 歸來的侍戰隊真劍者 特別幕（的配音）

2011年
- 海賊戰隊豪快者（行動隊長沃里安的配音）

2012年
- 特命戰隊Go Busters（米達電風扇的配音）

2014年
- 獸電戰隊強龍者（新·喜之戰騎奇波雷洛的配音[35]）

2016年
- 動物戰隊獸王者（的配音）

### 數位漫畫
2012年
- （草摩潑春）[注 2]

2018年
- dTV（日语：DTV (NTTドコモ)） 戰國鬼才傳（羽柴秀吉）

### 其它
- 男子 真夜中（旁白）
- 謹製仙台城 -本丸-（青葉城資料展示館VTR，聲演·宮城縣仙台市）

## 腳註

## 外部連結
- Sigma Seven公式官網的聲優簡介 （页面存档备份，存于） （日語）
- 陶山章央的X（前Twitter） （日語）